# خانه محلوجی
خانه محلوجی مربوط به دوره صفوی است و در شهرستان آران و بیدگل، بخش مرکزی، دهستان سفید دشت، بلوار اصلی روستای علی‌آباد، کوچه مسجد جامع واقع شده و این اثر در تاریخ ۲۲ آبان ۱۳۸۶ با شمارهٔ ثبت ۲۰۰۱۵ به‌عنوان یکی از آثار ملی ایران به ثبت رسیده است.